# 42nd Street / Fifth Avenue – Bryant Park
42nd Street / Fifth Avenue – Bryant Park är en tunnelbanestation i New Yorks tunnelbana, som ligger under Bryant Park och vid 42nd Street samt Fifth Avenue i Midtown Manhattan. Det är en bytesstation mellan Sixth Avenue Line och Flushing Line. 1926 öppnades den första delen av stationen för Flushing Line. 1940 tillkom perrongen för Sixth Avenue Line. I närheten av stationen finns New York Public Library.

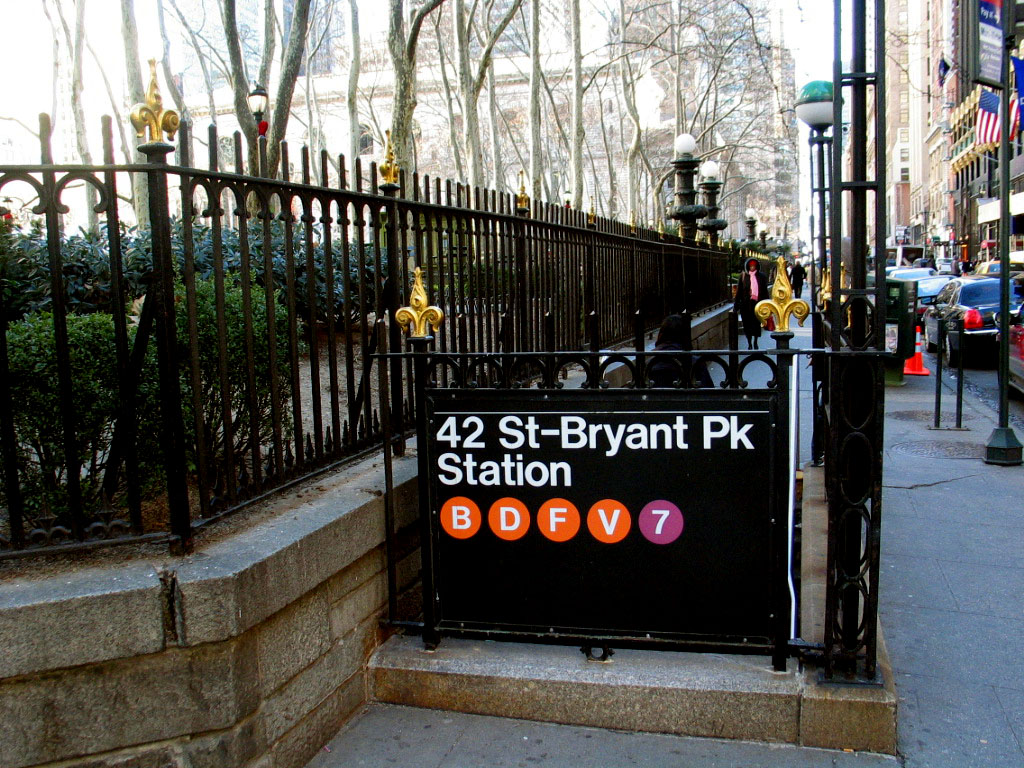
Entréer
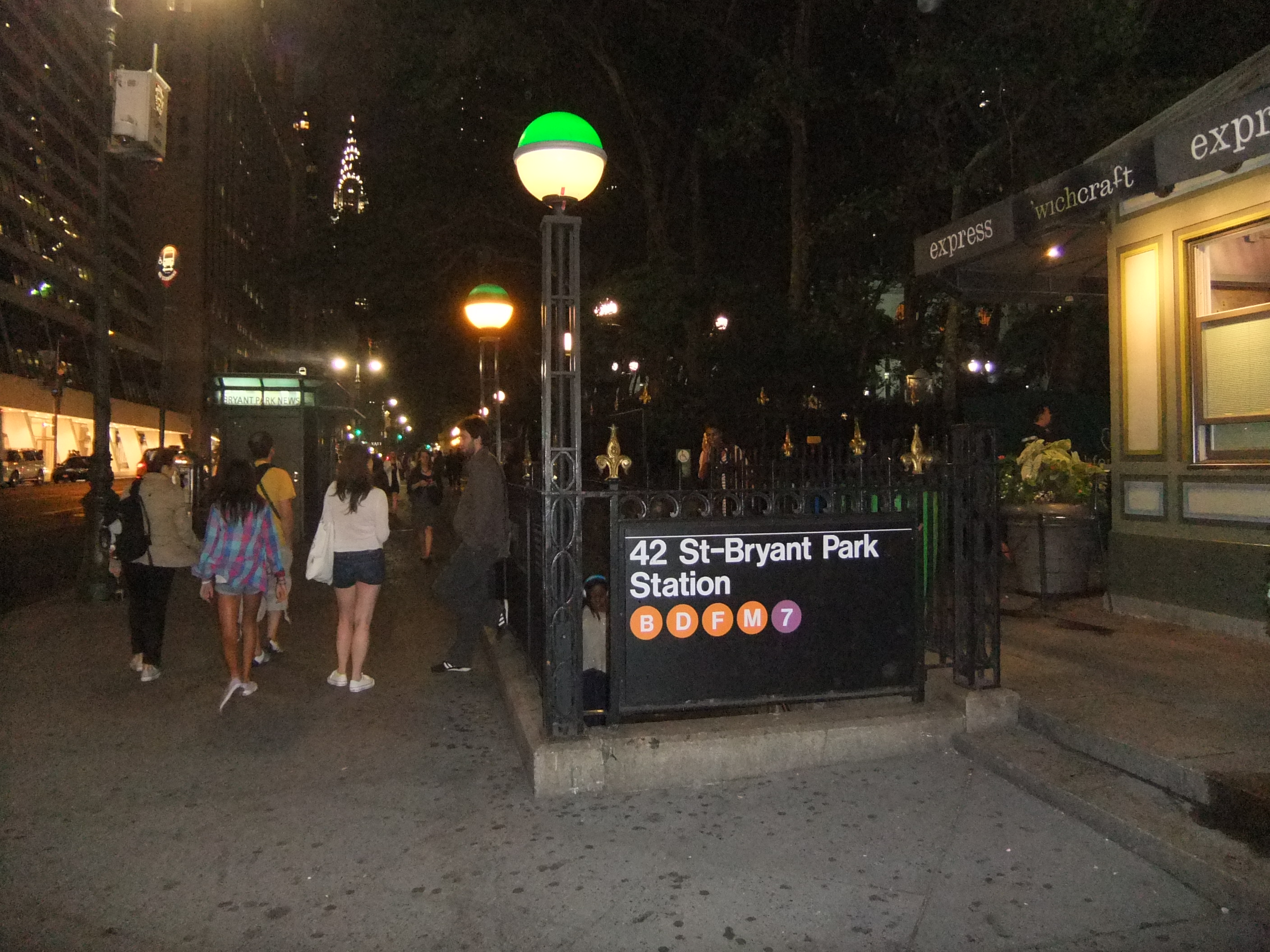
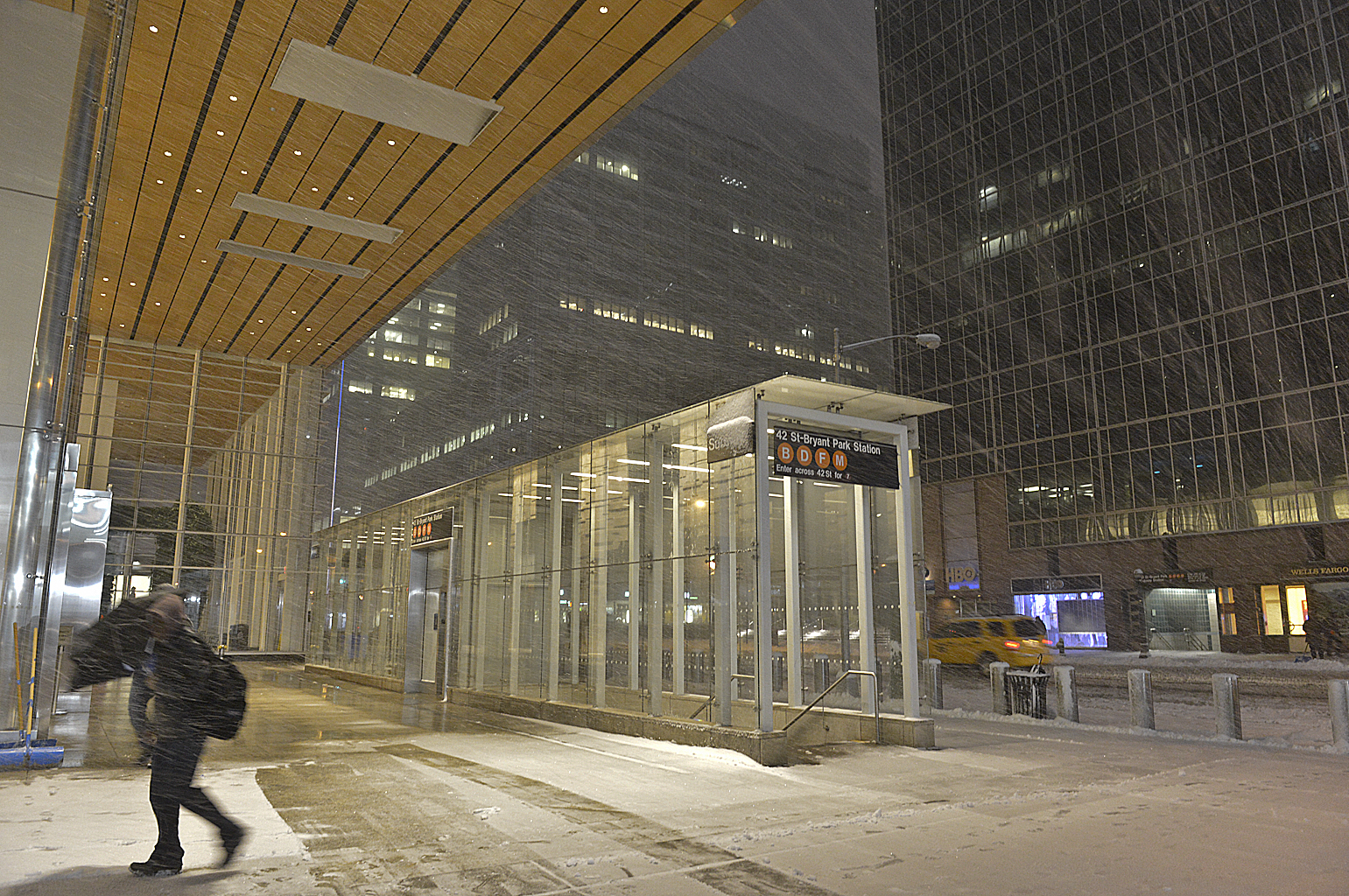
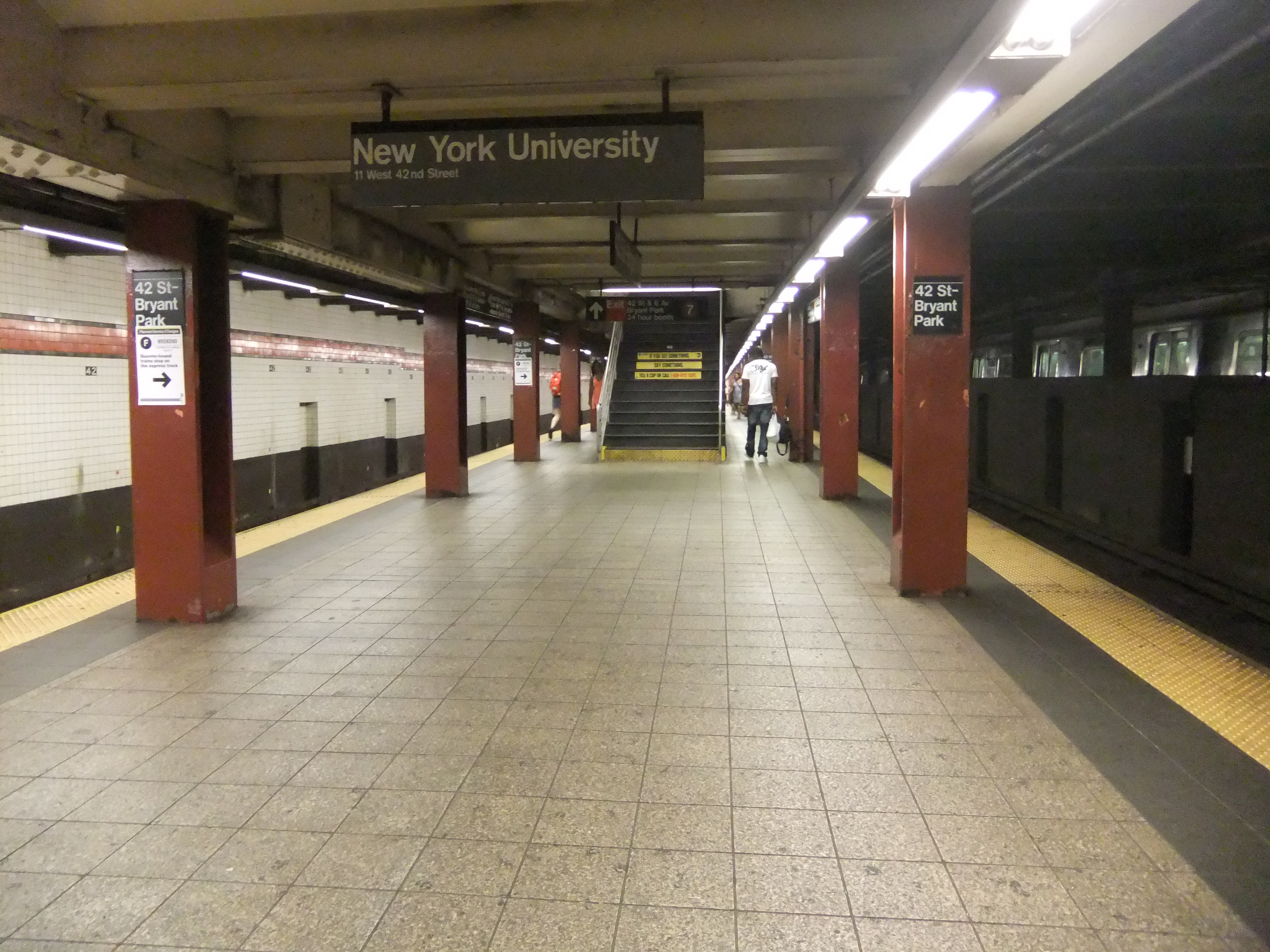
Sixth Avenue Line perrong
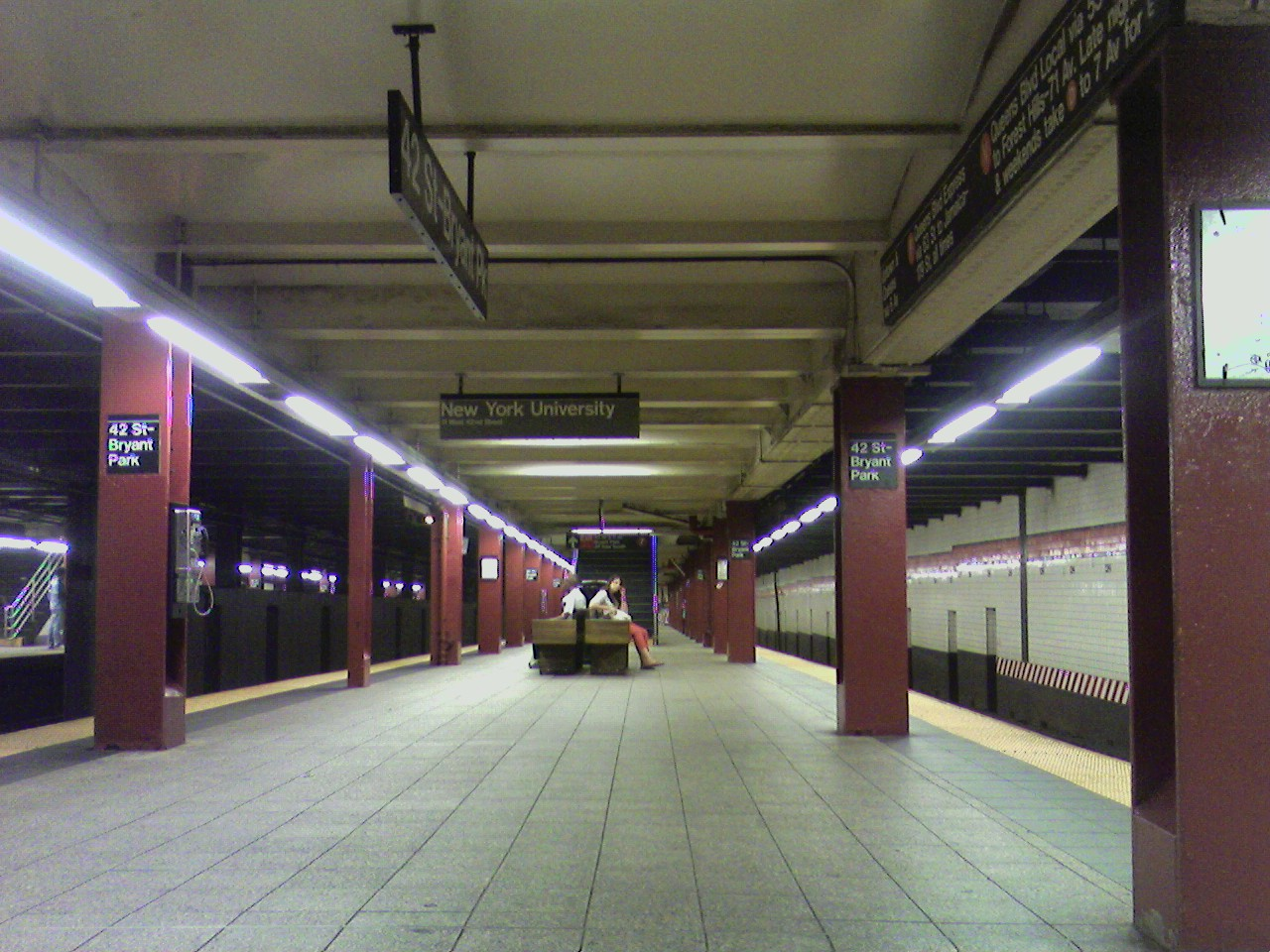
Sixth Avenue Line perrong
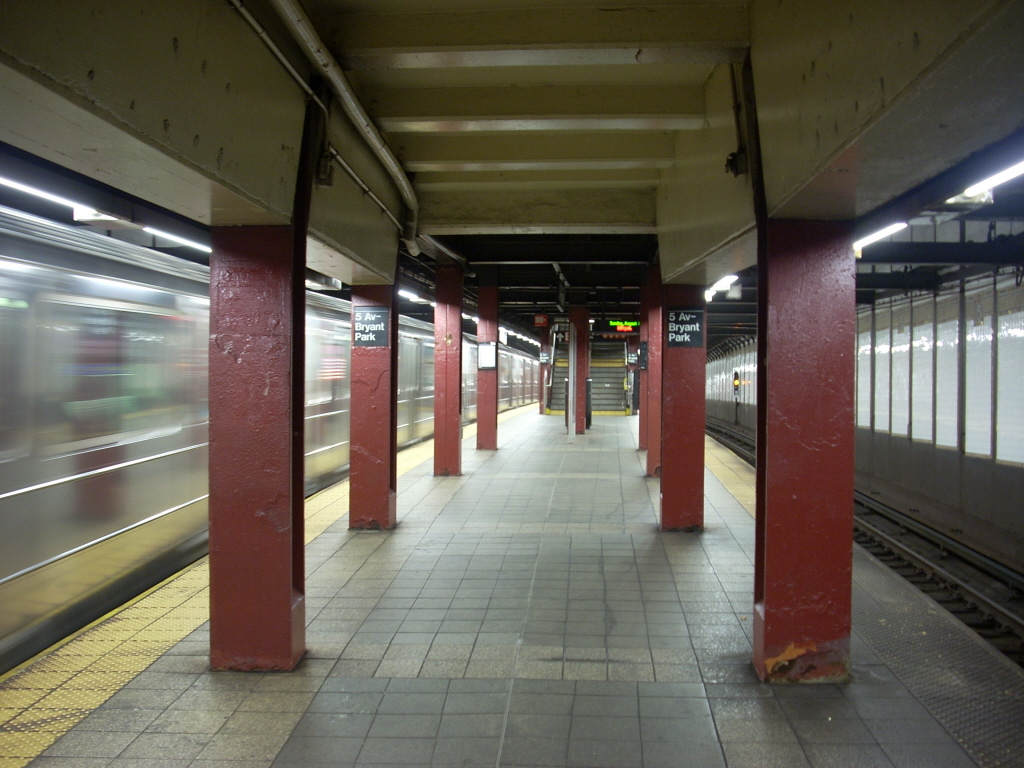
Flushing Line perrong